# Msztyiszlav Vszevolodovics Keldis
Msztyiszlav Vszevolodovics Keldis (oroszul: Мстислав Всеволодович Келдыш) (Riga, 1911. február 10. – Moszkva, 1978. június 24.) szovjet matematikus, fizikus, gépészmérnök, akadémikus. 1943-tól a Szovjet Tudományos Akadémia levelező tagja és 1946-tól a rendes tagja, majd 1961–1975 között elnöke volt.

## Élete

### Családja
Ötödik gyermekként orosz nemesi családba született 1911-ben az akkor az Orosz Birodalomhoz tartozó Rigában. Neve lengyel-litván eredetű (lengyelül Kiełdysz). Ükapja, Foma Keldis még a Kongresszusi Lengyelország fővárosában, Varsóban élt a 19. század közepén, zsoltáríró volt a varsói ortodox székesegyházban. 
Nagyapja, Mihail Keldis először papi szemináriumot végzett, de később orvosnak tanult, aki a cári csapatok oldalán katonaorvosként részt vett a kaukázusi háborúban és az orosz–török háborúban. A hadseregben tábornoki rendfokozatig jutott. Később Rigába költözött, ahol orvosként dolgozott. A helyi orosz orvosszövetség elnöke is volt.
Apja, Veszvolod Keldis (1878–1965) a Rigai Műszaki Egyetemen tanult, a vasbetonszerkezetek specialistája volt, több rigai épületet tervezett. 1902-ben között házasságot Marija Alekszandrovna Szkvorcovával, Alekszandr Szkvorcov (1835–1905) tüzérségi tábornok lányával. – 1915-ben, amikor a német csapatok elfoglalták Rigát, a család Moszkvába költözött.

### Tanulmányai
1919–1923 között átmenetileg Ivanovo-Voznyeszenszkben élt a család, ahol az apja az 1918-ban létrehozott (majd 1930-ban megszüntetett) Ivanovo-voznyeszenszki Műszaki Főiskolán tanított. Ott kezdte el 1923-ban a középiskolát, majd 1923-ban a fővárosba visszatérve Moszkvában folytatta a középfokú tanulmányait. 1927-ben, 16 évesen fejezte be a középiskolát. Apja nyomdokain haladva építőmérnök szeretett volna lenni, ezért jelentkezett a Moszkvai Építőmérnöki Főiskolára (napjainkban: Moszkvai Állami Építőmérnöki Egyetem), ahol akkor az apja is oktatott. Fiatal kora miatt azonban nem vették fel. Helyette, egyik nővére, Ljudmila tanácsára a Moszkvai Állami Egyetem (MGU) matematika és fizika karára jelentkezett (ahol korábban a nővére is végzett).

## Munkássága
A mechanika terén az ingamozgás, az aerodinamika és a hidrodinamika problémáit vizsgálta. A matematika terén számos jelentős eredményt ért el többek között: a differenciálegyenletek megközelítő integrálása, a konform leképezések és a paraméteres függvények differenciálegyenleteinek terén is. Ezen kívül munkássága kiterjedt az atomenergia, az űrkutatás a rakétafejlesztések és a számítógép-technika kérdésköreire is.
Az 1930-as évek elején tanulmányozta a flatter-jelenséget, és a rá vonatkozó kutatások szervezője lett.
A második világháborúban 1942-től a Rakétakutató Intézet vezetője, ahol a háborúban alkalmazott rakéták, például a nagy hatású "katyusák" fejlesztésével foglalkozott. A háborút követően részese volt az első világűrbe juttatott űreszköz, a Szputnyik–1 létrejöttének, melynek felbocsátásával alakult ki a hidegháború fordulópontját jelentő Szputnyik-válság. A kibontakozó űrversenyben részt vett a Luna-program, a Marsz- és Venyera-program, illetve a Szaljut, Szojuz és Progressz űrhajók hordozórakétáinak tervezésében.
Számos akadémia (köztük a Magyar Tudományos Akadémia) tagja volt, és több szakmai műhelyben tevékenykedett. 1960 és 1975 között a Szovjet Tudományos Akadémia elnöke volt.

## Emlékezete
Nevét a Hold túlsó oldalának egyik krátere és a 2186 Keldysh kisbolygó őrzi. Róla nevezték el az 1981-ben vízre bocsátott Akagyemik Msztyiszlav Keldis oceanográfiai kutatóhajót.